# Chuck Palahniuk
Charles Michael Palahniuk, známější jako Chuck Palahniuk [pólanyk] (* 21. února 1962) je americký postmoderní spisovatel ukrajinského původu. Věnuje se (mnohdy na hranici horroru) depresivním tématům na pozadí současné americké společnosti, čerpá ze svých vlastních frustrací a vlastní novinářské kariéry, jeho díla končí téměř vždy tragicky. Jeho romány byly zprvu nakladateli odmítány jako příliš temné a depresivní, brzy se ale staly kultovními. Jeho nejvýznamnějším dílem je jeho prvotina Klub rváčů (v originále Fight Club, 1996), zfilmovaná v roce 1999 režisérem Davidem Fincherem. Oficiální stránky autora o sobě uvádějí, že jsou největším a nejrychleji se měnícím autorským webem na internetu.

## Mládí
Narodil se Pascu ve státě Washington jako syn Carol Adele (rozená Tallent) a Freda Palahniuka. Má francouzské a ukrajinské předky. Jeho dědeček z otcovy strany odešel z Ukrajiny do Kanady a poté do New Yorku v roce 1907. Vyrůstal se svou rodinou v mobilním domě v přilehlém městě Burbank. Rodiče se později rozvedli, a tak Chuck a jeho tři sourozenci trávili hodně času se svými prarodiči na jejich dobytkářské farmě ve východním Wahshingtonu.
Vystudoval žurnalistiku na Oregonské univerzitě. Školu dokončil v roce 1986. Při studiu pracoval ve stanici KLCC, která přísluší k National Public Radio v městě Eugene v Oregonu. Po studiích se přestěhoval do Portlandu. Krátkou dobu psal pro místní noviny, poté začal pracovat v továrně na kamiony Freightliner jako mechanik dieselových motorů. V této práci zůstal až do chvíle, než se rozběhla jeho spisovatelská kariéra. V té době také psal návody jak opravovat kamiony a krátkou dobu psal pro noviny (k novinařině se však vrátil až poté, co se stal úspěšným spisovatelem). Po náhodné účasti na úvodním semináři organizace zvané Landmark Education své novinářské práce definitivně zanechal v roce 1988. Protože ve svém životě chtěl dělat něco víc než jen své zaměstnání, stal se dobrovolníkem pro útulek pro bezdomovce. Později byl také dobrovolníkem v hospici, kde vozil smrtelně nemocné pacienty na sezení jejich terapeutických skupin. S dobrovolnictvím přestal po smrti jednoho pacienta, ke kterému za tu dobu začal cítit oddanost.
V dospělosti se stal členem rebelistické organizace Cacophony Society. Stal se pravidelným účastníkem akcí této společnosti, například každoroční tzv. Santa Rampage (Běsnění Santů – veřejná vánoční zábava zahrnující vylomeniny a opilost) v Portlandu. Členství v této společnosti inspirovalo i některé události v jeho dílech. Například použil Cacophony Society jako základ pro organizaci Project Mayhem v Klubu rváčů.

## Literární kariéra
S psaním fiktivní literatury začal až po třicítce. V době svých začátků také navštěvoval spisovatelské workshopy Toma Spanbauera, kam chodil, aby poznal nové přátele. Spanbauer jej inspiroval mimo jiné v jeho minimalistickém stylu. Jeho první kniha, Insomnia: If You Lived Here, You'd Be Home Already, nebyla nikdy publikována kvůli jeho zklamání z příběhu (část byla použita později v Klubu rváčů). Další dílo, které napsal, Invisible Monsters (č. Neviditelné nestvůry), bylo odmítnuto vydavateli pro svůj pobuřující obsah. To jej přimělo k práci na další knize, Klubu rváčů, kterou napsal, aby rozrušil vydavatele ještě víc, za to, že jej odmítl. Román psal ve volném čase, když pracoval pro Freightliner. Po tom, co publikoval část jako povídku (později v knize šestá kapitola) v roce 1995 ve sbírce Pursuit of Happiness (Honba za štěstěnou), rozšířil román na celou knihu, kterou byl vydavatel navzdory autorovým předpokladům ochoten vydat. Jelikož původní vydání knihy doprovázela kladná kritika a dostalo i nějaké ceny, nevydrželo na pultech knihkupectví příliš dlouho.
Zpočátku měl Palahniuk problém najít agenta, který by jej zastupoval. Až do publikace Klubu rváčů žádného neměl. Poté, co se o něj začalo zajímat studio 20th Century Fox, stal se jeho agentem Edward Hibbert, jenž je známý především jako herec, který hrál Gila Chestertona v americkém sitcomu Frasier. Hibbert vedl jednání a nakonec zprostředkoval smlouvu, která přivedla Klub rváčů na stříbrná plátna. V roce 1999, tři roky po vydání knihy, byla uvedena filmová adaptace románu režírovaná Davidem Fincherem. Film byl pro jeho producenty zklamáním (navzdory tomu, že se stal číslem jedna ve Spojených státech v prvním týdnu promítání) a kritika byla rozporuplná, ale nakonec se po vydání DVD stal kultovním. Kniha byla vydána třikrát, znovu v letech 1999, 2004 (s jeho novým úvodem po úspěchu filmové adaptace) a v roce 2005, kdy přibyl doslov.
V témže roce byla vydána přepracovaná verze Neviditelných nestvůr a dále Survivor (č. Program pro přeživší), po čemž se sám jeho autor stal kultovním spisovatelem. O pár let později se mu podařilo napsat svůj první bestseller, román Choke (č. Zalknutí). Další knihy od té doby se většinou setkaly s podobným úspěchem, který mu umožnil vyjíždět na turné k další propagaci svých knih, kde předčítal z nových a také ze svých ještě nevydaných knih.
Rok 1999 mu přinesl sérii neštěstí, které se udály v jeho osobním životě. V té tobě se jeho otec, Fred Palahniuk, seznámil s ženou jménem Donna Fontaine. Setkali se přes inzerát s titulkem „Kismet“. Její bývalý přítel, Dale Shackleford, byl zatčen za sexuální obtěžování a přísahal, že ji zabije jakmile vyjde na svobodu. Palahniuk se domnívá, že Donna Fontaine hledala přes inzerát „největšího chlapa, kterého mohla sehnat“, aby ji ochránil před Shacklefordem a Palahniukuv otec odpovídal její představě. Jakmile byl Shackleford propuštěn z vězení, sledoval Palahniuka staršího a jeho přítelkyni domů v Kendrick, Idaho. Poté je zastřelil a těla zatáhl do domu, který posléze zapálil. Na jaře roku 2001 byl Shackleford shledán vinným za dvojnásobnou vraždu a odsouzen k trestu smrti. Vlivem těchto událostí začal Palahniuk pracovat na románu Ukolébavka. Jak sám řekl, knihu psal proto, aby mu pomohla vyrovnat se s tím, že přispěl k rozhodnutí trestu smrti pro Shackleforda.
V září roku 2003 poskytl Karen Valby rozhovor pro Entertainment Weekly. V průběhu rozhovoru se jí důvěrně zmínil o svém partnerovi. Přestože se v té době mnoho lidí domnívalo, že je ženatý (někteří novináři tvrdili, že měl ženu), žil se svým přítelem. Po nějakém čase se začal obávat, že Karen Valby přidá tyto informace do svého článku bez jeho souhlasu. V odpovědi na to umístil na své stránky audio nahrávku, ve které v roznícení odhalil nejen svou homosexualitu, ale urážel reportérku a člena její rodiny. Nicméně jeho obavy se ukázaly jako neopodstatněné a článek neuváděl žádné informace o jeho osobním životě mimo to, že není ženatý. Nahrávka byla později ze stránky odstraněna, což vedlo některé fanoušky k pocitu, že se stydí za svoji sexuální orientaci. Podle Dennise Widmeyera, správce jeho internetových stránek, nebyla nahrávka odstraněna kvůli výrokům o jeho orientaci, ale kvůli výrokům o Karen Valby. On sám později přidal novou nahrávku, kde žádá fanoušky, aby byli shovívaví k těmto událostem. Také se omluvil za své chování a řekl, že by si přál, aby předchozí nahrávku nezveřejnil. Palahniuk se nyní otevřeně hlásí k homosexualitě. Se svým partnerem žijí, podle rozhovoru pro The Advocate v květnu 2008, „v bývalé církevní čtvrti před Vancouverem“.
Na turné v roce 2003 k románu Diary (č. Deník) předčítal divákům povídku pojmenovanou Guts (Vnitřnosti), příběh o nehodách při masturbaci, které se také objevují v jeho románu Haunted (č. Strašidla). Také oznámil, že v průběhu čtení omdlelo již 40 lidí. Povídka byla následně publikována v časopisu Playboy v březnovém čísle v roce 2004; Palahniuk nabídl ještě jednu povídku k publikaci společně s Guts, ale vydavatelé ji shledali příliš pobuřující a nevydali ji. Na jedné ze svých cest při propagaci Stranger Than Fiction: True Stories (Podivnější než fikce: pravdivé příběhy) v létě roku 2004 povídku předčítal divákům znovu a počet omdlelých se vyšplhal na 53, později až k 60 na turné k Diary. Na podzim téhož roku začal s propagací románu Haunted a také pokračoval se čtením povídky Guts. Při jeho dalším čtení 4. října 2004 v Boulderu v Coloradu Palahniuk zmínil, že skupina posluchačů, kteří doposud omdleli při čtení povídky Guts, čítá již 68 lidí. Poslední člověk zatím omdlel 28. května 2007 ve Victorii v Kanadě, kde omdlelo celkem pět lidí. Jednomu z nich se stalo, že když se pokoušel opustit posluchárnu, upadl u východu tak, že se uhodil hlavou o dveře. Jemu samotnému zjevně tyto incidenty nijak zvlášť nevadí a i jeho fanoušci stále čtou povídku Guts a jeho ostatní díla. Na internetu se také objevily zvukové záznamy z čtení povídky. V doslovu k poslednímu vydání Haunted říká, že povídka Guts je zodpovědná za 73 omdlení.
V roce 2005 na vystoupení v Miami, v průběhu turné k románu Haunted, Palahniuk řekl, že je román posledním z jeho „horrorové trilogie“ (společně s Lullaby (Ukolébavka) a Diary (Deník)). Také naznačil, že jeho, v té době následující kniha Rant bude první z „sci–fi trilogie“.
V roce 2008 přijal nabídku instruktora pro Clarion West Writers Workshop a strávil týden vyučováním svých postupů při psaní a teorie literární fikce osmnácti studenům.

## Jméno
Jeho neobvyklé příjmení vede k tomu, že je často chybně vyslovováno. Dle tvrzení jeho samotného je správná výslovnost [pólanyk] podle křestních jmen Paula a Nick, což byla jména jeho prarodičů, kteří z nich také složili současnou výslovnost. Vzhledem k historii rodiny Palahniuků, která pochází z Ukrajiny, jde patrně o podivně zapsanou zkomoleninu slovanského jména, vyslovovaného původně snad [palahňůk |палагн′ук]. Jméno je ale v anglicky i neanglicky mluvících zemích vyslovováno různě.

## Dílo
Jeho nepříliš rozsáhlé romány jsou velmi temné a depresivní. Odehrávají se v moderní době, nejčastěji v americkém velkoměstě, až na výjimky (Lullaby) neobsahují nadpřirozené motivy. Typický hrdina má nějakou psychickou poruchu, komplex či závislost (častým motivem je terapeutická skupina). Jde ale o člověka bez ctižádosti, bez smyslu a náplně života. Vydělává si většinou podřadnou a špatně placenou prací (herec ve skanzenu v Choke, promítač a úředník v nejmenované firmě ve Fight Club), může jít ale i o relativně úspěšného člověka (novinář Streator a realitní agentka v Lullaby). Má nějaký zcela mimořádný charakterový rys, zálibu či činnost, většinou zcela amorální (např. Tender Branson ze Survivor se zabývá telefonickým doháněním lidí k sebevraždě, Tyler Durden z Fight club jako číšník v luxusní restauraci močí do polévky). Většina románů je vyprávěna v první osobě přímo hlavním hrdinou, který o svém bezútěšném životě medituje, přechází do filosofických úvah. Viníkem osobní krize postavy není většinou on sám, ale společnost, ve které žije. Romány končí téměř vždy tragicky. Podle tohoto typu hlavního hrdiny je tento žánr anglicky nazýván transgressive fiction (tj. příběhy o překročení pravidel), česká obdoba tohoto označení neexistuje.
Téměř všechny romány jsou tak či onak inspirovány osobní zkušeností autora (např. Fight Club rvačkou v campingu, Lullaby vraždou autorova otce). Jakýmsi základním tématem téměř všech autorových knih je současná civilizace, znemožňující prosazení individuality jednotlivců a bránící dosažení smyslu života; v knihách se ale samozřejmě věnuje i tématům jiným (úvahy o umění v Diary a Haunted, o moci slova v Lullaby, o víře, medializaci a odlišnosti v Survivor). Autor se často věnuje nechutným a odpudivým tématům (senilita v Choke, nekrofilie v Lullaby), přičemž se nevyhýbá jejich detailním popisům. Jeho romány proto mohou být pociťovány jako kontroverzní.
Jeho literární styl je jím samým charakterizován jako minimalistický, charakteristické jsou krátké a jednoduše členěné věty, používá ale mnoho metafor či metaforických paralel k textu (jakýchsi „názorných příkladů“ k tezím obsaženým v románu). Přes celkovou depresivitu a tragičnost děl je charakteristický velmi cynickým smyslem pro humor (například v Choke – týká se sanatoria pro senilní: „Voní to tu čistotou, což neznamená nic jiného, než že čucháte chemikálie, čisticí prostředky, anebo voňavky. Musí vám být jasné, že vůně borové pryskyřice překrývá nějaké sračky. Citron znamená, že se někdo pozvracel. Růže rovná se moč. Po odpoledni u svatého Antonína nebudete chtít už nikdy v životě znovu přivonět k růži.“) . Typické je použití refrénu – úsloví, které se v románu opakuje vždy v jiném významu (např. v románu Choke jsou refrénem například věty „Viz též“ a „Co by Ježíš rozhodně neudělal?“, v románu Lullaby například různé parafráze anglické říkanky o moci slov) a používáním různých kuriózních znalostí (v románu Fight Club jsou to např. návody na výrobu bomb a různé triky promítačů, v románu Choke praktiky v domovech důchodců, nemocnicích a terapeutických skupinách, urban legends apod., v románu Diary anatomie lidského obličeje), které autor získal během svého neobvyklého života.

## Česká vydání
- Klub rváčů (Fight Club) – Volvox Globator, Praha, 2000, přeložil Jindřich Manďák, v tomtéž překladu vydalo román totéž nakladatelství v roce 2005; v roce 2011 vydal román Odeon v překladu Richarda Podaného
- Program pro přeživší (Survivor) – Odeon, Praha, 2002, přeložil Richard Podaný
- Zalknutí (Choke) – Odeon, Praha, 2003, přeložil Richard Podaný
- Ukolébavka (Lullaby) – Odeon, Praha, 2005, přeložil Richard Podaný
- Deník (Diary) – Odeon, Praha, 2006, přeložil Richard Podaný
- Strašidla (Haunted) – Odeon, Praha, 2007, přeložil Richard Podaný
- Snuff – Odeon, Praha, 2009, přeložil Richard Podaný
- Neviditelné nestvůry – Odeon, Praha, 2010, přeložil Richard Podaný
- Pygmej – Odeon, Praha, 2010, přeložil Richard Podaný
- Prokletí – Odeon, Praha, 2012, přeložil Richard Podaný
- Zatracení – Odeon, Praha, 2014, přeložil Richard Podaný, ISBN 978-80-207-1580-7
- Tvé překrásné já – Odeon, Praha, 2015, přeložil Richard Podaný